# Кануни, Мохаммад Юнус
Мохаммад Юнус Кануни (дари محمد یونس قانونی; р. 1957) — афганский военный и политический деятель, этнический таджик; депутат. На протяжении 20 лет Мухаммад Юнус Кануни входил в число самых влиятельных политиков Афганистана. Вице-президент в 2014 году.

## Биография
Мохаммад Юнус Кануни, этнический таджик, родился в 1957 году в интеллигентной семье в Панджшере провинции Парван Афганистане.
В 1968 году поступил в среднюю школу в Кабуле, а в 1977 году окончив лицей «Абу-Ханифа», поступил на теологический факультет Кабульского университета.
Закончив в 1981 году университет, Кануни начал свою политическую деятельность, и в том же году примкнул к панджшерскому фронту под командованием Ахмад Шаха Масуда. Был назначен на один из руководящих постов, через некоторое время стал руководителем учебного центра фронта под командованием Масуда, где показал себя как хороший преподаватель и организатор. В 1982 году командующим фронта Ахмад Шахом Масудом был назначен представителем панджшерского фронта в Пешаваре, где проработал 6 лет.
Юнус Кануни является одним из идеологов создания «Шура-е-низар» (Надзирательного Совета). После создания совета, в течение трех лет он выполнял обязанности заместителя руководителя отдела культуры и пропаганды Совета. К числу его успешных работ этого периода можно отнести: издание вестника Совета; подготовку книг и кассет о фронте и создание сетей для их распространения среди населения; создание радиостанций. После образования Совета командиров, Кануни стал руководителем политического отдела этого Совета. После падения режима Наджибуллы, в 1992 году Ахмад Шах Масуд стал министром обороны образованного Исламского Государства Афганистан, а Кануни под его началом — политическим руководителем армии.
После захвата Кабула талибами, в 1996 году Кануни дважды возглавлял делегацию, представлявшую правительство Бурхануддина Раббани на встречах в Риме с бывшим королем Афганистана Захир Шахом. Также в это время он неоднократно выезжал в Германию с целью создания «Объединенного фронта», где встречался с известными соотечественниками. Затем в период антиталибского сопротивления, по решению «Шура-е-назар», Кануни стал возглавлять комитет по регионам и одновременно комитет по внутренней политике в Совете. В этом качестве он возглавлял афганскую делегацию на Ашхабадских и Душанбинских переговорах.
В 2001 году, после взятия Кабула силами таджиков — (Северного Альянса),
Юнус Кануни представлял правительство Бурхануддина Раббани на Боннской конференции в Германии, где было принято решение о создании временного правительства Афганистана.
После образования в Кабуле временного правительства во главе с Хамидом Карзаем, Юнус Кануни стал министром внутренних дел и в этом качестве в 2002 году он посещал Москву. Однако перед созывом Лойя-Джирги Кануни неожиданно отказался от должности министра внутренних дел страны. В переходном правительстве Афганистане, образованном после проведения Лойя-Джирги, Кануни стал министром образования и просвещения.
На прошедших в 2004 году президентских выборах Кануни выставлял свою кандидатуру и набрал 16,3 % голосов избирателей. Победителем на выборах стал Хамид Карзай, набрав, по данным центральной избирательной комиссии, 55,3 % голосов. Тогда Кануни заявил, что признает победу Карзая, несмотря на множество нарушений, допущенных во время голосования. «Мы признаем результаты выборов, поскольку не хотим ввергать страну в кризис», — сказал он.
В декабре 2004 года Кануни объявил о создании оппозиционной правительству политической партии «Новый Афганистан», а в марте текущего года возглавил политическую коалицию «Фронт национального понимания Афганистана», объединяющую двенадцать оппозиционных партий. Его заместителями стали Мохаммад Мохакик и Ахмад Шах Ахмадзай, бывшие кандидаты в президенты. Также в коалицию вошли Мохаммад Акбари, лидер партии национального исламского союза Афганистана, Абдул Хафиз Масур, бывший кандидат в президенты, Тадж Мохаммад Вардак, лидер партии национальной независимости Афганистана и другие.
Ожидается, что созданная коалиция составит серьёзную конкуренцию сторонникам действующего правительства на намеченных в сентябре 2005 года парламентских выборах. Коалиция назвала себя реформаторской, провозгласив среди главных своих задач: ограничение президентской власти, справедливое распределение иностранной помощи, направленной на восстановление страны, оказание помощи демилитаризованным отрядам местных военачальников.
«Мы не политические экстремисты, добивающиеся краха власти, мы реформаторы, действующие в рамках конституции, во имя национальных интересов афганского народа», — сказал Кануни журналистам после образования коалиции.
В конце 2005 года, после формирования парламента Юнус Кануни был избран в качестве председателя нижней палаты Национального собрания Афганистана.
В августе 2021 года он был в составе афганской делегации в Пакистане, после того как талибы снова взяли под свой контроль страну.
На протяжении 20 лет Мохаммад Юнус Кануни входил в число самых влиятельных политиков Афганистана.